# Battaglia della Trebbia
La battaglia della Trebbia avvenuta il 18 dicembre del 218 a.C. durante la seconda guerra punica, è stato il secondo scontro ingaggiato a sud delle Alpi fra le legioni romane del console Tiberio Sempronio Longo e quelle cartaginesi guidate da Annibale.

## Contesto storico
La battaglia del Ticino era appena terminata con una netta vittoria della cavalleria cartaginese ed il ferimento del console Publio Cornelio Scipione. I Romani si erano quindi ritirati verso la colonia di Placentia (Piacenza) per riorganizzarsi.
Intanto Annibale ottenne la defezione dei Galli della pianura padana che, come ci informa Polibio, dopo la sconfitta di Publio al Ticino,
(Polibio, Storie, III, 67, Rizzoli, Milano, 2001, Trad.: M. Mari)
Anche Livio afferma che negli accampamenti romani vi fu una rivolta da parte degli ausiliari Galli. Essi, dopo aver massacrato le sentinelle alle porte, in 2 000 fanti e 200 cavalieri passarono dalla parte di Annibale, che dopo aver promesso loro grandi doni, li rimandò ciascuno presso la propria gente a sobillare l'animo dei concittadini contro Roma.
Scipione, persuaso che quella strage fosse il segnale che ormai quasi tutti i Galli avessero defezionato, prevedendo una loro corsa alle armi, sebbene soffrisse ancora molto per la ferita, preferì levare il campo e spostarsi verso il fiume Trebbia, in posizioni più elevate e collinari per meglio ostacolare la cavalleria cartaginese.
Per sua fortuna gli uomini di Annibale si attardarono a perlustrare il campo abbandonato e le legioni di Scipione poterono attraversare il fiume e distruggere il ponte di barche rallentando ulteriormente l'inseguimento dei cartaginesi. Scipione riuscì a costruire un campo fortificato nei pressi del fiume dove, mentre attendeva l'arrivo delle legioni del collega Tiberio Sempronio Longo, richiamato dalla Sicilia, lasciava riposare le sue truppe.
Annibale si accampò a una distanza di circa quaranta stadi dai nemici, mentre gli alleati Celti della Gallia Cisalpina si rendevano disponibili a scendere in battaglia al loro fianco. Era però preoccupato per la scarsezza dei viveri, non trovando vettovagliamenti adeguati. Era, pertanto, necessario occupare la vicina Clastidium, la fortezza-dispensa dove i Romani tenevano grandi riserve di viveri, in particolare di grano. Tito Livio, lo storico del I secolo attribuisce al prefetto del presidio, il brindisino Dasio, la cessione della cittadina per la somma, nemmeno eccezionale, di quattrocento nummi aurei.

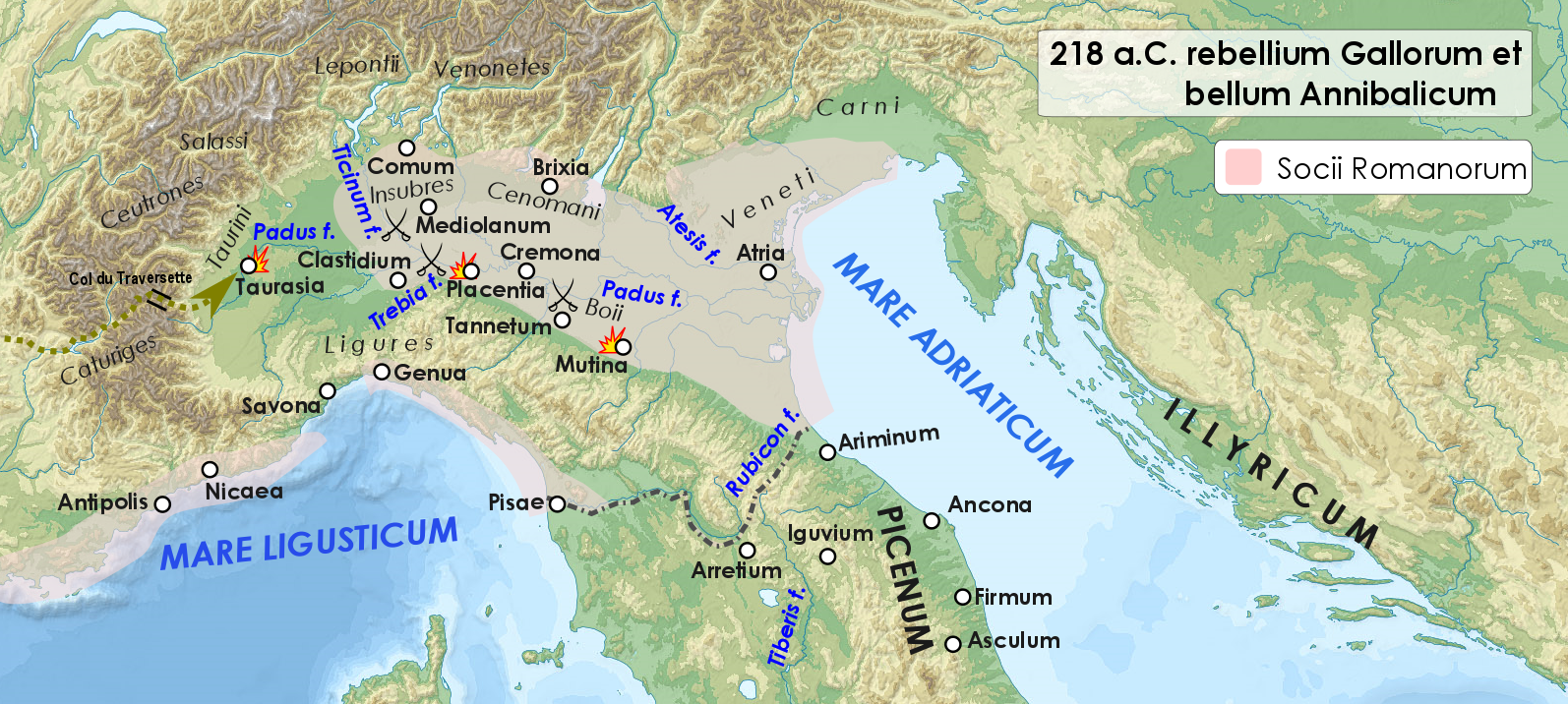
La Gallia cisalpina, teatro delle operazioni dell'autunno del 218 a.C.: dalla rivolta dei Boii con l'assedio di Mutina, alle vittorie di Annibale al Ticino e alla Trebbia.

La dilatazione dei tempi consentì alle legioni consolari guidate da Tiberio Sempronio di ricongiungersi alle forze di Scipione. A Sempronio era stato ordinato di portare la guerra in Africa ed era in Sicilia con le sue due legioni per preparare lo sbarco quando giunse da Roma l'ordine di portarsi velocemente in Gallia Cisalpina per contrastare Annibale. Le legioni di Sempronio in 40 giorni (non si sa se marciando o, come narra Livio, risalendo l'Adriatico per mare) erano giunte prima a Rimini e poi al campo di Scipione.

### Antefatto
Inizialmente i Galli che abitavano la regione tra la Trebbia e il Po, di fronte a uno scontro tra popolazioni tanto potenti, preferirono mostrarsi amici di entrambi. I Romani che lo sapevano, ne tollerarono il comportamento, per evitare di avere ulteriori difficoltà. Ad Annibale invece spiaceva moltissimo poiché diceva di essere venuto in Italia per liberarli dal giogo romano. Egli infatti, per il rancore provato contro queste popolazioni e anche per procurarsi i necessari mezzi di sussistenza, inviò 2 000 fanti e 1 000 cavalieri (Numidi e Galli), a saccheggiare tutti i territori fino alla riva destra del Po.
I Galli, allora, che avevano scarsi mezzi per difendersi, chiesero aiuto ai Romani, inviando dei messi ai consoli, ma Scipione, non si fidava di loro: ne aveva dovuto provare la sanguinosa defezione pochi giorni avanti e ricordava che qualche mese prima i Galli Boi avevano mostrato di mancare alla parola consegnando ad Annibale gli agrimensori venuti a spartire le terre. Sempronio, per contro, considerava ottima propaganda venire in soccorso dei soci per conservarne la fedeltà. Sempronio entrò in azione. Sotto la spinta del saccheggio mandò:
(Polibio, III, 69, 8-10.)

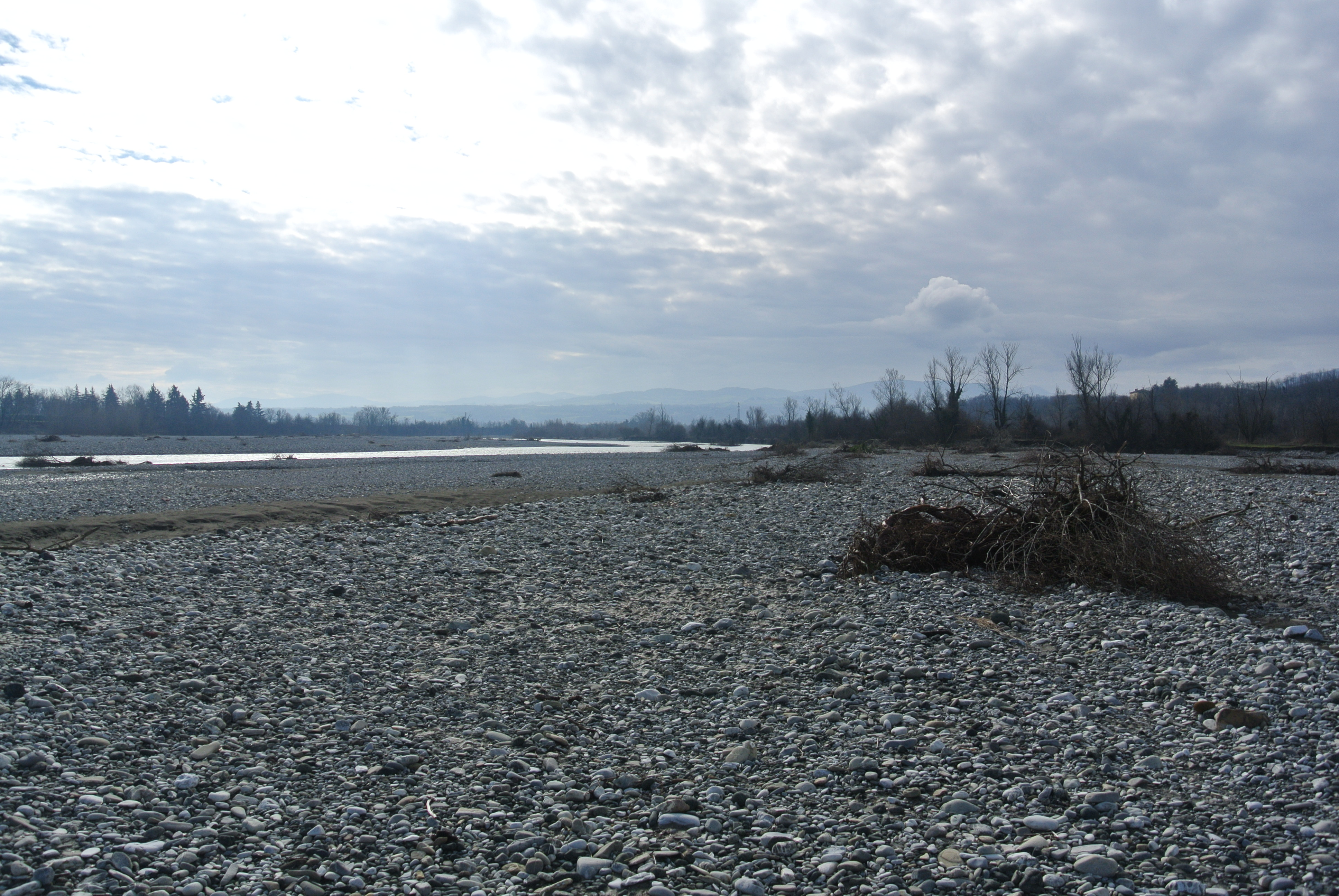
Il letto del fiume Trebbia nei cui pressi avvenne lo scontro.

Sempronio Longo lanciò tutta la sua cavalleria e gli hastati addosso ai cartaginesi e questi dovettero ripiegare nuovamente nel campo. Annibale, racconta Polibio, trattenne i suoi dal tentare una nuova riscossa. E i Romani dopo aver atteso qualche tempo, rientrarono al loro campo. Avevano avuto poche perdite e molte ne avevano inflitte ai nemici.
L'episodio raccontato da Polibio è confermato da Livio che aggiunge:
(Livio, XXI, 52.10-11.)
Sempronio, eccitato e superbo per la gioia di aver vinto con le stesse forze con le quali Scipione era stato invece sconfitto, voleva chiudere la partita in uno scontro decisivo a breve. Preferì discuterne comunque con il collega, anche per cercare di convincerlo sulla necessità di spartirsi la gloria. Publio Cornelio Scipione, ferito, cercava di prendere tempo, poiché riteneva che: le legioni sarebbero state maggiormente preparate se avessero affrontato durante l'inverno un sufficiente addestramento; la risaputa volubilità dei Celti avrebbe potuto indurli ad abbandonare la causa di Annibale; una volta guarito avrebbe potuto dare il suo apporto al collega; e infine per il fatto che ormai era inverno e le operazioni belliche si sarebbero dovute fermare per il maltempo.
(Polibio, III, 70, 3-4.)
Non così la pensava Tiberio Sempronio Longo reduce da alcune vittorie in Sicilia. Il console, al comando di forze col morale alto, spingeva per la soluzione veloce, probabilmente anche perché l'anno consolare volgeva alla fine e quindi la gloria, e i relativi vantaggi politici, di una vittoria su Annibale sarebbero toccati ai consoli successori. Essendo ormai vana ogni opposizione da parte di Scipione, Sempronio, dopo aver considerato che le forze di Scipione erano tutto sommato intatte; che ad esse si erano aggiunte le due legioni, fresche e motivate, dello stesso Sempronio, comandò ai soldati di prepararsi alla battaglia imminente.
Per contro Annibale era preoccupato di poter perdere il momento opportuno. Sebbene la pensasse quasi allo stesso modo di Publio Scipione, desiderava scontrarsi con i Romani il prima possibile: prima di tutto per meglio sfruttare l'ardore degli alleati Celti, almeno fino a quando gli fossero stati fedeli; secondariamente, poiché le legioni romane erano state appena arruolate e poco addestrate; in terzo luogo, sapeva che Publio, il migliore dei due consoli, era ancora ferito e non avrebbe potuto partecipare alla battaglia; in ultima analisi, riteneva che la sua inattività, visto che aveva condotto il proprio esercito in terra straniere, avrebbe ridotto il morale delle truppe alleate.
(Polibio, III, 70, 11.)
Quando venne a sapere dagli esploratori galli che i Romani si stavano preparando alla battaglia, iniziò a cercare un luogo dove fosse facile tendere un'imboscata.

### Antico corso della Trebbia
Gli spostamenti degli eserciti romano e cartaginese descritti da Livio e Polibio risultano totalmente incomprensibili se ricondotti all'assetto idrografico moderno del fiume Trebbia. Al contrario, tutto risulta assolutamente logico considerando l'evoluzione dell'idrografia che vedeva il fiume scorrere nei pressi della scarpata di Ancarano, per confluire nel Po ad est di Placentia (Piacenza). Lo spostamento successivo del fiume verso ovest fu un processo naturale. Se, dunque, gli storici moderni ipotizzano questa nuova geografia, il campo di battaglia va posto nella zona ad est di Gazzola, in località Rivalta-Trebbia dove scorre il fiume.

## Battaglia

### Preparativi
Da tempo Annibale aveva osservato che nello spazio tra i due accampamenti, si trovava una pianura priva di alberi, ma adatta ad un'imboscata, poiché si trovava un corso d'acqua con alte sponde, dove cresceva una vegetazione rigogliosa. Dopo aver perlustrato il luogo, «vedendo che era boscoso e pieno di nascondigli, prestandosi a coprire anche i soldati a cavallo», qui pensò di attirarvi i nemici, nascondendosi.
La sera dello scontro con i Romani, Annibale ordinò al fratello Magone, giovane ma già istruito all'arte della guerra, di scegliere cento fanti e cento cavalieri fra i migliori a sua disposizione e ordinò a questi di scegliere ognuno nove compagni che ritenessero i migliori. Durante la notte, dopo aver dato a Magone indicazioni sul come e quando intervenire, mandò le truppe scelte a nascondersi fra rovi e canne palustri nel letto del torrente.
Era dicembre, Polibio precisa "attorno al solstizio d'inverno" e che "era una giornata di freddo e neve eccezionali". Il mattino, mentre i suoi uomini si rifocillavano e si riscaldavano, Annibale mandò la cavalleria Numidica a provocare i Romani, che avevano l'accampamento sull'altro lato della Trebbia, gettando dardi contro i posti di guardia per poi attirarli al di qua del fiume ritirandosi a poco a poco. All'arrivo dei Numidi, Sempronio, «avido com'era di attaccare battaglia», fece uscire tutta la cavalleria, 6 000 velites (fanteria leggera) e tutto il resto dell'esercito. Livio ci descrive bene in quali condizioni l'esercito romano fu mandato in battaglia:
(Livio, XXI, 54.8-9.)

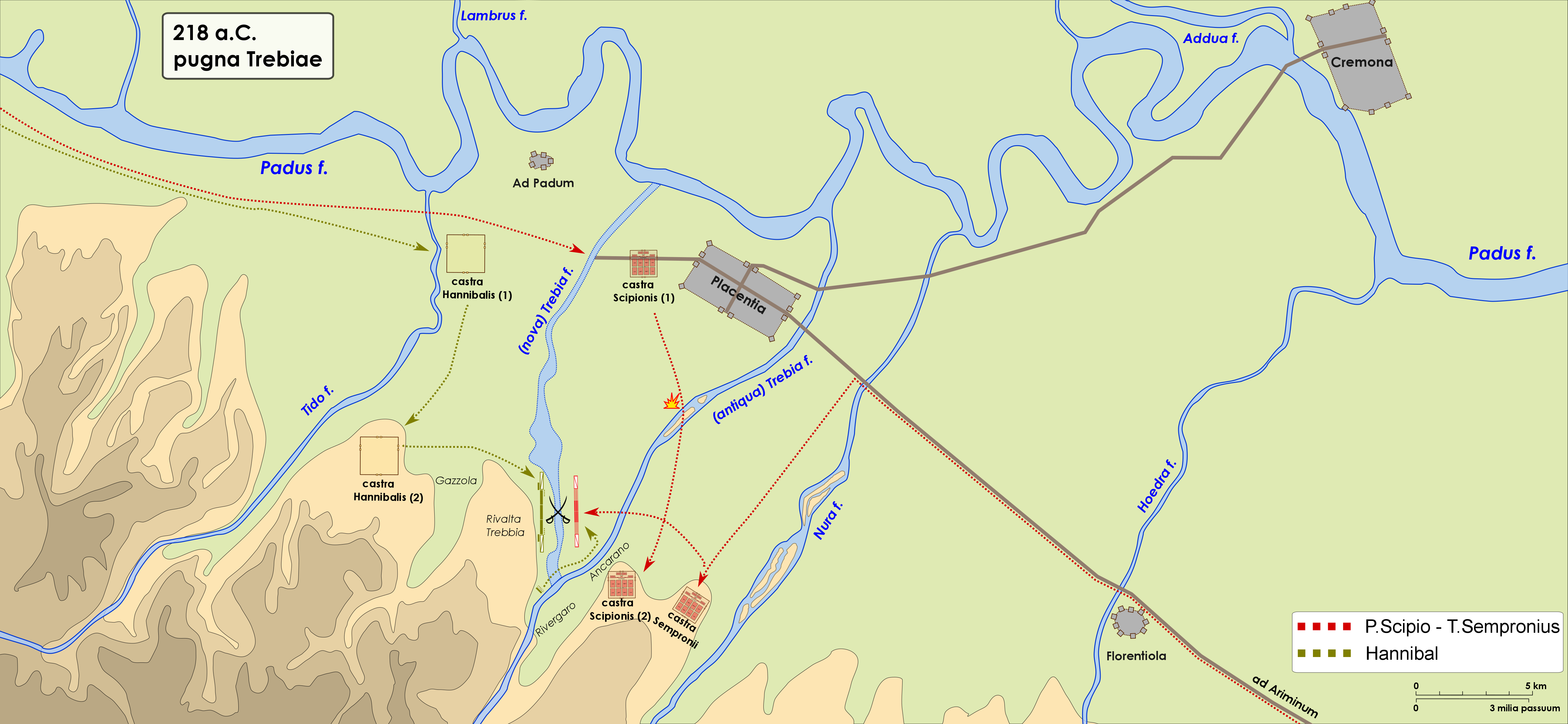
Mappa della battaglia della Trebbia. L'immagine riporta il corso antico del fiume Trebbia, che come si può capire dalle traduzioni dei testi di Tito Livio e Polibio, sfociava nel Po ad Est rispetto a Piacenza e non a Ovest come è adesso.

Per contro Annibale aveva tenuto il grosso delle truppe il più riparato possibile, erano stati accesi fuochi davanti alle tende, i corpi dei combattenti erano stati unti con l'olio per ammorbidire le membra e impermeabilizzare la pelle a causa del freddo, era stato distribuito il rancio; insomma era stato fatto quanto era possibile per avere delle truppe fresche e riposate. Solo quando fu annunciato che i Romani avevano passato il fiume l'esercito cartaginese fu disposto in ordine di battaglia.

### Schieramento
Cartaginesi
Il centro dei cartaginesi era formato dai Balearici (in genere arcieri e frombolieri) e le truppe armate alla leggera (8 000 armati) e la fanteria pesante (circa 20 000 combattenti, tra Iberi, Celti e Libi). A destra e a sinistra dello schieramento, davanti alle ali di cavalleria (composte da oltre 10 000 cavalieri), furono posti gli elefanti.
Romani
Sempronio dovette far arrestare la sua cavalleria, che si era parzialmente dispersa all'inseguimento dei Numidi. I cavalieri si posero, come d'uso, ai lati della fanteria, la quale si stava organizzando al centro dello schieramento: 18 000 fanti romani secondo Livio (per Polibio 16 000), oltre a 20 000 socii latini e un numero imprecisato di Galli Cenomani (i soli rimasti fedeli), secondo Tito Livio, formavano l'esercito dei consoli. Ma la cavalleria era composta di soli 4 000 elementi.

### Scontro tra la due armate
I primi ad entrare in azione furono i frombolieri balearici. Subito dopo l'inizio della battaglia la fanteria leggera romana entrò in difficoltà. I fanti erano infatti bagnati e infreddoliti, e avevano inoltre sprecato molti dardi contro i cavalieri Numidi e, quelli che restavano erano bagnati e quindi inservibili. Anche i cavalieri erano nelle stesse condizioni. Non appena i velites cominciarono a ritirarsi in seconda fila, sfilando ai lati dello schieramento, per lasciare posto alle truppe più pesantemente armate (principes e hastati), entrò in azione la cavalleria cartaginese, più riposata e superiore di numero, che pressò le ali romane, soverchiandole.
La cavalleria romana, ormai stanca ed inferiore per numero (4 000 armati contro 10 000), dovette cedere terreno anche perché sotto il costante lancio dei Balearici, e sotto attacco degli elefanti che, usciti dalle ali estreme, seminarono il terrore fra i cavalli, non solo per il loro aspetto, ma anche per l'insolito odore.
Fu così che le "ali" dello schieramento romano rimasero sguarnite, e la cavalleria numida e i lanceri cartaginesi poterono approfittarne. Con i fianchi sotto pressione, il centro dello schieramento non poté combattere contro i nemici che aveva di fronte. Solo la fanteria pesante era riuscita, per il proprio coraggio e fino a quel momento, a reggere il corpo a corpo e, in quel settore, lo scontro sembrava fosse in equilibrio. Del resto Annibale aveva condotto in combattimento truppe fresche, che poco prima si erano rifocillate, mentre i Romani avevano le membra infreddolite per il passaggio del fiume ed erano stanchi per il digiuno.
(Livio, XXI, 55.8.)
Entrò allora in azione Magone con i suoi duemila uomini scelti che si erano rifugiati all'interno del letto del fiume, piombando all'improvviso alle spalle dei Romani, che si trovarono in ulteriore difficoltà, suscitando in tutto l'esercito romano grande scompiglio. Infine le ali di cavalleria dei Romani, pressate ai fianchi dai fanti leggeri e davanti dai cavalieri e dagli elefanti dello schieramento cartaginese, volsero in fuga verso il fiume che avevano attraversato con orgogliosa sicurezza. Livio però aggiunge che:
(Livio, XXI, 55.10-11.)
Annibale allora ordinò che gli elefanti fossero spinti verso l'ala sinistra, dove erano schierate le truppe alleate dei Galli Cenomani. Qui provocarono immediatamente una fuga precipitosa, aggiungendo una nuova sconfitta e suscitando terrore nello schieramento romano.
Il centro dello schieramento romano fu sconvolto da dietro da Magone e i suoi, e chi stava in seconda e terza linea fu ucciso senza difficoltà. Solo la prima linea riuscì, non solo a resistere, ma a spezzare lo schieramento punico, inserendosi sanguinosamente fra i Celti e i Libici. Una volta tagliati fuori dal grosso dell'esercito romano, dovettero però rinunciare a portare soccorso ai colleghi; circa 10000, stanchi, affamati, bagnati, ma compatti, riuscirono a ritirarsi in buon ordine a Piacenza.

## Conseguenze
Dei resti dell'esercito romano una parte fu sterminata nei pressi della Trebbia dai cavalieri e dagli elefanti di Annibale, mentre indugiava a ripassare il corso del fiume gelido. La cavalleria e parte della fanteria romana riuscì inizialmente a tornare all'accampamento e poi, visto che le forze cartaginesi non riuscivano a passare il fiume per la stanchezza, irrigiditi dal freddo, oltreché dal disordine, a raggiungere Piacenza guidate da Publio Cornelio. Una parte dei Romani, infine, si spostò nella vicina colonia romana di Cremona, per non gravare con tutto l'esercito sulle risorse di una sola città.
La battaglia della Trebbia era terminata con un evidente successo di Annibale. Le forze cartaginesi si erano ormai appostate nella Val Padana occidentale. Pochi erano stati i caduti tra Iberi e Libici, molti di più tra i Celti. Al termine della battaglia, a causa del freddo e delle uccisioni, un solo elefante da guerra sopravvisse, Surus. Livio aggiunge che la pioggia mista a neve e il gelo fecero molte vittime tra i Cartaginesi, facendone le spese quasi tutti gli elefanti.
Sempronio Longo mandò a dire a Roma che il maltempo aveva determinato la sconfitta (Polibio usa i termini «mandò a dire che il maltempo aveva sottratto loro la vittoria»). Per un po' a Roma questa versione fu accettata, ma ben presto si vide che Annibale manteneva il suo campo, i Celti si alleavano con i punici e le legioni si erano rinchiuse nelle colonie e dovevano essere rifornite per via fluviale da Rimini e i romani
(Polibio, III, 75, 3.)
Livio aggiunge che:
(Livio, XXI, 57.1.)

## Memoria della battaglia
Nel 2012, in località Canneto di Gazzola, nei pressi del ponte di Tuna che attraversa il fiume Trebbia, nella zona dove si svolse la battaglia, è stata posta una statua di un elefante da guerra cartaginese e di due soldati per commemorare l'evento.